# Farmakoterapia
Farmakoterapia – leczenie chorób przy użyciu leków, stosowanie leków w celu zwalczania chorób lub ich objawów.